# Liste der Kulturgüter in Lantsch/Lenz
Die Liste der Kulturgüter in Lantsch/Lenz enthält alle Objekte in der Gemeinde Lantsch/Lenz im Kanton Graubünden, die gemäss der Haager Konvention zum Schutz von Kulturgut bei bewaffneten Konflikten, dem Bundesgesetz vom 20. Juni 2014 über den Schutz der Kulturgüter bei bewaffneten Konflikten sowie der Verordnung vom 29. Oktober 2014 über den Schutz der Kulturgüter bei bewaffneten Konflikten unter Schutz stehen.
Objekte der Kategorien A und B sind vollständig in der Liste enthalten, Objekte der Kategorie C fehlen zurzeit (Stand: 13. Oktober 2021).

## Kulturgüter
| Foto |                                                                             | Objekt | Kat. | Typ | Standort                                | Beschreibung |
| ---- | --------------------------------------------------------------------------- | --- | ---- | --- | --------------------------------------- | ------------ |
| ja   | Datei hochladen · Wikidata zu Kirche St. Maria Lantsch/Lenz (Q1742715)      | Alte katholische Kirche St. Maria mit Friedhof / Veglia baselgia catolica S. Maria cun santeri KGS-Nr.: 3061 | A    | G   | Sumvoi 133 762170 / 172360              |              |
| ja   | Datei hochladen · Wikidata zu Hügelgruppe Bot da Loz, Eisenzeit (Q29784867) | Bot da Loz, eisenzeitliche Siedlung / Bot da Loz, culegna dal temp da fier KGS-Nr.: 3060                     | B    | F   | 762570 / 171860                         |              |
| ja   | Datei hochladen · Wikidata zu St. Cassian (Lantsch/Lenz) (Q2317722)         | Kapelle St. Cassian / Chaplutta S. Cassian KGS-Nr.: 3062                                                     | B    | G   | Voia da Son Tgaschang 1 762154 / 173808 |              |
| ja   | Datei hochladen · Wikidata zu Heim Amilcar (Q29784870)                      | Haus Amilcar (ehemals Beeli von Belfort) / Tgiesa Amilcar (anteriur Beeli da Belfort) KGS-Nr.: 3063          | B    | G   | Voia Principala 36 762592 / 172500      |              |
| ja   | Datei hochladen · Wikidata zu Antoniuskirche Lantsch/Lenz (Q607015)         | Katholische Pfarrkirche St. Antonius / Baselgia parochiale catolica S. Antoni KGS-Nr.: 10746                 | B    | G   | Voia Pravenda 6 762467 / 172404         |              |
| ja   | Datei hochladen · Wikidata zu Heim La Tor (Q29784868)                       | Haus La Tor / Tgesa La Tor KGS-Nr.: 10747                                                                    | B    | G   | Sumvoi 19 762405 / 172394               |              |